# Lanester
Lanester é uma comuna francesa na região administrativa da Bretanha, no departamento Morbihan. Estende-se por uma área de 18,37 km². Em 2010 a comuna tinha 23 498 habitantes (densidade: 1 279,2 hab./km²).203 hab/km².